# Война Люси
«Война Люси» (фр. Lucie Aubrac) — художественный фильм, снятый французским режиссёром Клодом Берри по автобиографическому роману Люси Обрак «Они исчезают в упоении» в 1997 году.

## Сюжет
Французское Сопротивление времён Второй мировой войны. Люси Обрак делает всё возможное для освобождения своего мужа, попавшего в камеру смертников. Раймонд был арестован вместе с товарищами на конспиративной квартире сочувствовавшего подпольщикам доктора. По фальшивым документам он носит другую фамилию. Беременная Люси придумывает историю о своём женихе, скрывшем от неё настоящее имя и просит зарегистрировать брак, ссылаясь на необходимость законного отцовства для своего ребёнка. Во время перевозки заключённых из тюрьмы в здание суда бойцы сводного отряда  совершили дерзкий налёт на сопровождающих охранников. Вскоре Раймонд и Люси на присланном самолёте были переправлены в Лондон.

## В ролях
- Кароль Буке — Люси Обрак
- Даниэль Отёй — Раймонд
- Патрис Шеро — Макс
- Эрик Буше — Серж
- Жан-Роже Мило — Морис
- Хайно Ферх — Клаус Барби
- Жан Мартен — Поль
- Анджей Северин — Шлёндорф
- Жак Боннаффе — Паскаль
- Паскаль Греггори — Рене Харди

## Награды и номинации
- Премия BAFTA за лучший фильм на иностранном языке (номинация)
- Золотой медведь берлинского фестиваля (номинация)
- Golden Trailer Awards за лучший иностранный фильм (номинация)